# خلیل‌آباد (جیرفت)
خلیل‌آباد روستایی در دهستان گنج‌آباد بخش اسماعیلی شهرستان جیرفت استان کرمان ایران است.

## جمعیت
بر پایه سرشماری عمومی نفوس و مسکن در سال ۱۳۹۵ این روستا بدون جمعیت بوده‌است.